# NGC 7742
NGC 7742 је спирална галаксија у сазвежђу Пегаз која се налази на NGC листи објеката дубоког неба.
Деклинација објекта је + 10° 46' 1" а ректасцензија 23h 44m 15,7s. Привидна величина (магнитуда) објекта NGC 7742 износи 11,6 а фотографска магнитуда 12,4. Налази се на удаљености од 22,2000 милиона парсека од Сунца. NGC 7742 је још познат и под ознакама UGC 12760, MCG 2-60-10, CGCG 432-23, IRAS 23417+1029, PGC 72260.